# طواف إسبانيا 1964
طواف إسبانيا 1964 هو سباق دراجات هوائية أقيم في إسبانيا بتاريخ 30 أبريل – 16 مايو، تكون السباق من 17 مرحلة وامتدّ لمسافة 2860 كم بسرعة 36.48 كم/س، استغرق السباق 78 ساعة 23 دقيقة 35 ثانية. فاز به الفرنسي رايمون بوليدور.

## الترتيب
| م                     | الدرّاج         | البلد | الزمن                     |
| --------------------- | -------------- | ----- | ------------------------- |
| الفائز بالترتيب العام | رايمون بوليدور | فرنسا | 78 ساعة 23 دقيقة 35 ثانية |